# Khaoula Ben Hamza
Khaoula Ben Hamza (arabisch خولة بن حمزة; * 18. Mai 1991) ist eine tunesische Taekwondoin. Sie startet im Schwergewicht.
Ben Hamza feierte ihren bislang sportlich größten Erfolg 2008 in Izmir, wo sie als erste tunesische Taekwondoin Juniorenweltmeisterin wurde. Sie siegte im Finale der Klasse über 68 Kilogramm gegen Bianca Walkden. Ben Hamza nahm an den Olympischen Spielen 2008 in Peking teil. Im Auftaktkampf schied sie jedoch gegen María Espinoza aus und belegte nach einer weiteren Niederlage in der Hoffnungsrunde im Endklassement Rang sieben. Ihre erste Weltmeisterschaft bestritt Ben Hamza 2009 in Kopenhagen, schied jedoch im Auftaktkampf aus. Beim afrikanischen Olympiaqualifikationsturnier 2012 in Kairo erreichte sie in der Klasse über 67 Kilogramm das Finale gegen Wiam Dislam und sicherte sich die Teilnahme an ihren zweiten Olympischen Spielen 2012 in London.